# История на Турция
Република Турция е наследник на Османската империя, създадена след падането на султан Мехмед VI от новото републиканско събрание на Турция през 1922 година. По тази причина статията обхваща историята на съвременните турски земи преди и след идването на турците в Анатолия.

## Селджуци
Селджукските туркмени създават средновековна държава, която се простира от Хиндукуш до Източна Анатолия, и от Централна Азия до Персийския залив. Тръгвайки от своята прародина в близост до Аралско море, те първоначално се насочват към Хорасан, а след това и към вътрешността на Персия преди в крайна сметка да овладеят Източна Анатолия.

## Провъзгласяването на турската република
На 29 октомври 1923 година турски националисти начело с Мустафа Кемал Ататюрк провъзгласяват Турската република. Ататюрк подписва Договора от Лозана през 1923 година, който определя новите граници на Турция и статута на страната.

## След Втората световна война
Турция запазва неутралитет през Втората световна война.
- Член на ООН от 1945 г.
- 1946 – 1950 г.: създаване и укрепване на демократичните институции. На изборите побеждава Демократическата партия.
- През 1948 г. страната получава икономическа помощ по плана Маршал.
- През 1952 г. Турция става член на НАТО
- През септември 1980 г. висшето армейско ръководство извършва военен преврат. Съветът за национална сигурност, въглавяван от генерал Кенан Еврен, продължава икономическите реформи.
- През 2013 г. избухват антиправителствени протести, а в края на годината и корупционен скандал.
- Между 15 и 16 юли 2016, в Турция се извършва опит за военен преврат.

## Други статиие
- Арменски геноцид
- Понтийски гръцки геноцид
- Кюрдистан